# Route européenne 48
Pour les articles homonymes, voir E48 et Route 48.
La route européenne 48 (E48) est une route reliant Schweinfurt à Prague.